# At-Tarik
At-Tarik (arab. ‏الطارق‎) – 86. sura Koranu i ma 17 ajat.

## Treść
Sura opisuje stworzenie człowieka z kropli wytryskającej „spomiędzy kręgosłupa i żeber” (fragment ten jest odnoszony do nasienia, produkowanego w znacznej mierze w prostacie, znajdującej się w jamie brzusznej). Sura stwierdza także, że każdy człowiek ma dżinna – strażnika. Końcowy fragment sury zapowiada zmartwychwstanie wszystkich ludzi w Dniu Sądu.